# M jak morderstwo
M jak morderstwo (tytuł oryg. Dial M for Murder) – amerykański dreszczowiec kryminalny z 1954 roku w reżyserii Alfreda Hitchcocka, opartego na scenariuszu i sztuce napisanej przez angielskiego dramaturga Fredericka Knotta. W rolach głównych wystąpili Ray Milland, Grace Kelly, Robert Cummings oraz John Williams. Premiera sztuki odbyła się w marcu 1952 roku na kanale BBC Television, a w czerwcu tego samego roku sztukę wystawiono po raz pierwszy w londyńskim West Endzie, a październiku na nowojorskim Broadwayu.

## Obsada
- Ray Milland – Tony Wendice
- Grace Kelly – Margot Mary Wendice
- Robert Cummings – Mark Halliday
- John Williams – Chief Inspector Hubbard
- Anthony Dawson – Kapitan Lesgate/Charles Alexander Swann
- Leo Britt – mężczyzna opowiadający historię podczas przyjęcia
- Patrick Allen – detektyw Pearson
- Robin Hughes – Sierżant O'Brien
- Martin Milner – policjant na zewnątrz mieszkania[a].
- George Leigh – detektyw Williams
- George Alderson – detektyw

## Fabuła
Liczący na szybki spadek Tony Wendice (Ray Milland) obmyśla plan morderstwa doskonałego, którego ofiarą miałaby być jego niewierna żona. Niegodziwy mąż odnawia kontakt z dawnym znajomym ze studiów, szantażuje go i zleca zabójstwo kobiety. Wspólnie dopracowują szczegółowy plan zbrodni: pod nieobecność Tony'ego morderca ma zakraść się nocą do mieszkania Wendice'ów i oczekiwać momentu, w którym Margot (Grace Kelly) wyjdzie z sypialni, aby odebrać telefon. Pani Wendice okazuje się jednak silniejsza, niż mogłoby się zdawać i we własnej obronie odbiera życie niedoszłemu zabójcy. Wkrótce rozpoczyna się śledztwo, którym kieruje bystry detektyw Hubbard (John Williams).